# 자이르 (통화)
자이르(프랑스어: Zaïre)는 1967년부터 1997년까지 콩고 민주 공화국과 자이르 공화국에서 통용된 통화이다. 1 자이르는 100 마쿠타(makuta, 단수형: 리쿠타(likuta))로 나뉜다.
1967년 콩고 프랑을 대체하기 위한 차원에서 도입되었으며 도입 당시의 교환 비율은 1 자이르 = 1,000 프랑이었다. 1980년대 후반부터 1990년대까지 자이르는 정부의 물가 상승 통제 정책의 실패로 인해 초인플레이션을 경험했다.
1993년 신 자이르(프랑스어: nouveau zaïre)가 도입되었다. 교환 비율은 1 신 자이르 = 3,000,000 구 자이르였다. 1997년 자이르 공화국이 콩고 민주 공화국으로 바뀌면서 통화 단위 또한 콩고 프랑으로 변경되었다. 당시의 교환 비율은 100,000 신 자이르 = 1 콩고 프랑이었다.